# 무함마드 만수르 알리
무함마드 만수르 알리(벵골어: মুহাম্মদ মনসুর আলী, 1917년 1월 16일 ~ 1975년 11월 3일)는 방글라데시의 정치인으로, 방글라데시의 건국 지도자인 셰이크 무지부르 라흐만의 측근이었다. 아와미 연맹의 고위 지도자였던 그는 1975년 잠시 방글라데시 총리를 지냈으며, 같은 해 11월 3일, 수감 중 암살당했다.

## 정치 경력
그는 곧 아와미 연맹 중앙집행위원회 위원이자 파브나 구 지부 위원장으로 선출되었다. 만수르 알리는 1952년, 우르두어를 유일한 공용어로 지정하려는 선언에 반대하는 시위를 조직한 혐의로 경찰에 체포되었으며, 이는 훗날 언어 운동으로 알려졌다. 그는 소속 정당과 함께 벵골어도 공용어로 인정받아야 하며, 주들에게 자치권이 부여되어야 한다고 요구하였다. 석방 이후, 그는 1954년 동파키스탄 입법의회 의원으로 선출되었으며, 다양한 정당들의 연합체인 통일전선 소속 후보로 출마하였다. 아타우르 라흐만 칸이 이끄는 내각에서 그는 여러 시기에 걸쳐 동파키스탄의 법무, 의정, 식량, 농업, 상공산업부 장관 등을 역임하였다.
이후 파키스탄 대통령이 된 아유브 칸이 쿠데타를 일으켜 계엄령을 선포하자, 만수르는 다시 체포되어 1958년부터 1959년까지 수감 생활을 하였다. 그는 셰이크 무지부르 라흐만이 주도한 6개 조항 운동에서 중요한 역할을 하였으며, 이 운동은 실질적인 지방 자치권 확대를 요구하고 군사 정권에 반대하는 것이었다. 1970년 총선에서 그는 입법의회 의원으로 다시 선출되었다. 1971년 방글라데시 독립 전쟁이 발발하자, 그는 망명 정부 수립을 위해 지하로 잠적하였으며, 이후 무지브나가르 정부에서 재무장관을 맡았다.
방글라데시가 독립한 후, 그는 통신부 장관, 이어서 내무부 장관을 역임하였다. 1975년 일당제 대통령 중심제가 도입되면서 무지부르 라흐만이 대통령으로 취임하자, 만수르는 총리로 임명되었다. 그는 무지부르 라흐만과 함께 방글라데시 농민노동자 아와미 연맹 조직에도 기여하였다.

## 사망
1975년 8월 15일, 무지브르는 가족과 함께 군 장교들에 의해 암살당했다. 8월 15일 쿠데타는 무지브르 정권에 불만을 품고 있던 콘다케르 모스타크 아흐마드가 주도했으며, 그는 대통령이 되었다. 만수르는 암살 직후 곧바로 잠적했다. 콘다케르 모스타크 아흐마드가 만수르 알리, 사이드 나즈룰 이슬람, 아불 하스낫 무함마드 카마루자만, 타주딘 아흐마드 등 아와미 연맹 지도자들에게 자신의 정부에 참여하라고 요청했지만, 그들은 이를 거부했다. 그들은 1975년 8월 23일, 군에 의해 체포되었다. 아흐마드 정권에 대한 지지를 거부한 그들은 11월 3일, 다카 중앙교도소에 수감된 상태에서 암살당했으며, 이는 이미 아흐마드를 다시 권좌에서 몰아낸 11월 3일 쿠데타의 핵심 사건 중 하나였다.